# Мухаммад ибн аль-Касим ас-Сакафи
Имадудди́н Муха́ммад ибн аль-Ка́сим ас-Сака́фи (араб. محمد بن قاسم‎;
695—715) — арабский полководец, распространивший власть Арабского халифата до реки Инд и принёсший ислам в Синд и Пенджаб.

## Биография
Родился в Сирии. Некоторое время был губернатором Персии, где успешно подавил мятеж. Послан халифом на завоевание новых земель на востоке.
Арабская армия, возглавляемая Мухаммадом ас-Сакафи, наступала вдоль побережья Индийского океана. В 709 году Мухаммад ас-Сакафи победил правителя Синда Дахара и захватил его земли. В 711 году после продолжительной осады он завоевал Дебал — город на территории современного Пакистана вблизи Карачи. После этого Мухаммад двинулся вверх по Инду через Синд и Южный Пенджаб, где он завоевал большой город Мултан (совр. провинция Пенджаб). Эти области также вошли в состав Омейядского халифата.
В 715 году после смерти аль-Валида I, халифом стал его брат Сулейман. При нём кальбиты получили явный перевес над кайситами. Мухаммад ибн Касим был лишён всех своих постов и казнён, что вызвало сильное ожесточение со стороны кайситов.